# Patinaj viteză la Jocurile Olimpice de iarnă din 2022
Probele sportive de patinaj viteză la Jocurile Olimpice de iarnă din 2022 s-au desfășurat în perioada 5-19 februarie 2022 la Beijing, China, la Arena națională de patinaj viteză.

## Programul competiției
Toate orele sunt ora locală.
| Zi          | Date                   | Time        | Event                                         |
| ----------- | ---------------------- | ----------- | --------------------------------------------- |
| Ziua 1      | Sâmbătă, 5 februarie   | 16:30-18:05 | Feminin 3000 de metri                         |
| Ziua a 2-a  | Duminică, 6 februarie  | 16:30-18:25 | Masculin 5000 de metri                        |
| Ziua a 3-a  | Luni, 7 februarie      | 16:30-18:05 | Feminin 1500 de metri                         |
| Ziua a 4-a  | Marți, 8 februarie     | 18:30-20:00 | Masculin 1500 de metri                        |
| Ziua a 6-a  | Joi, 10 februarie      | 20:00-21:30 | Feminin 5000 de metri                         |
| Ziua a 7-a  | Vineri, 11 februarie   | 16:00-18:05 | Masculin 10000 de metri                       |
| Ziua a 8-a  | Sâmbătă, 12 februarie  | 16:00-17:45 | Feminin Urmărire echipe – Sferturi de finală  |
| Ziua a 8-a  | Sâmbătă, 12 februarie  | 16:00-17:45 | Masculin 500 de metri                         |
| Ziua a 9-a  | Duminică, 13 februarie | 21:00-22:50 | Masculin Urmărire echipe – Sferturi de finală |
| Ziua a 9-a  | Duminică, 13 februarie | 21:00-22:50 | Feminin 500 de metri                          |
| Ziua a 11-a | Marți, 15 februarie    | 14:30-17:15 | Masculin Urmărire echipe – Finale             |
| Ziua a 11-a | Marți, 15 februarie    | 14:30-17:15 | Feminin Urmărire echipe – Finale              |
| Ziua a 13-a | Joi, 17 februarie      | 16:30-17:55 | Feminin 1000 de metri                         |
| Ziua a 14-a | Vineri, 18 februarie   | 16:30-17:50 | Masculin 1000 de metri                        |
| Ziua a 15-a | Sâmbătă, 19 februarie  | 15:00-17:35 | Masculin start în masă                        |
| Ziua a 15-a | Sâmbătă, 19 februarie  | 15:00-17:35 | Feminin start în masă                         |

## Sumar medalii

### Clasament pe țări
| Loc   | Țară                       | Aur | Argint | Bronz | Total |
| ----- | -------------------------- | --- | ------ | ----- | ----- |
| 1     | Olanda                     | 6   | 4      | 2     | 12    |
| 2     | Suedia                     | 2   | 0      | 0     | 2     |
| 3     | Canada                     | 1   | 3      | 1     | 5     |
| 3     | Japonia                    | 1   | 3      | 1     | 5     |
| 5     | Norvegia                   | 1   | 0      | 2     | 3     |
| 5     | Statele Unite ale Americii | 1   | 0      | 2     | 3     |
| 7     | China                      | 1   | 0      | 0     | 1     |
| 7     | Belgia                     | 1   | 0      | 0     | 1     |
| 9     | Coreea de Sud              | 0   | 2      | 2     | 4     |
| 10    | Italia                     | 0   | 1      | 2     | 3     |
| 11    | COR                        | 0   | 1      | 1     | 2     |
| 12    | Cehia                      | 0   | 0      | 1     | 1     |
| Total | Total                      | 14  | 14     | 14    | 42    |

### Masculin
| Probă sportivă          | Aur                                                                      | Aur         | Argint                                                | Argint    | Bronz                                                                                     | Bronz     |
| 500 metri detalii       | Gao Tingyu · China                                                       | 34,32 RO    | Cha Min-kyu · Coreea de Sud                           | 34,39     | Wataru Morishige · Japonia                                                                | 34,50     |
| 1.000 metri detalii     | Thomas Krol · Olanda                                                     | 1:07,92     | Laurent Dubreuil · Canada                             | 1:08,32   | Håvard Holmefjord Lorentzen · Norvegia                                                    | 1:08,48   |
| 1.500 metri detalii     | Kjeld Nuis · Olanda                                                      | 1:43,21 RO  | Thomas Krol · Olanda                                  | 1:43,55   | Kim Min-seok · Coreea de Sud                                                              | 1:44,24   |
| 5.000 metri detalii     | Nils van der Poel · Suedia                                               | 6:08,84 RO  | Patrick Roest · Olanda                                | 6:09,31   | Hallgeir Engebråten · Norvegia                                                            | 6:09,88   |
| 10.000 metri detalii    | Nils van der Poel · Suedia                                               | 12:30,74 RO | Patrick Roest · Olanda                                | 12:44,59  | Davide Ghiotto · Italia                                                                   | 12:45,98  |
| Urmărire echipe detalii | Norvegia · Hallgeir Engebråten · Peder Kongshaug · Sverre Lunde Pedersen | 3:38,08     | COR Daniil Aldoshkin Serghei Trofimov Ruslan Zakharov | 3:40,46   | Statele Unite ale Americii · Casey Dawson · Emery Lehman · Joey Mantia · Ethan Cepuran[a] | 3:38,81   |
| Start în masă detalii   | Bart Swings · Belgia                                                     | 63 puncte   | Chung Jae-won · Coreea de Sud                         | 40 puncte | Lee Seung-hoon · Coreea de Sud}                                                           | 20 puncte |

aPatinatori care nu au participa în finală, dar care au primit medalii întrucât au participat la rundele anterioare finalei.

### Feminin
| Probă sportivă          | Aur                                                            | Aur        | Argint                                           | Argint    | Bronz                                                                             | Bronz     |
| 500 metri detalii       | Erin Jackson · Statele Unite ale Americii                      | 37,04      | Miho Takagi · Japonia                            | 37,12     | Angelina Golikova COR                                                             | 37,21     |
| 1.000 metri detalii     | Miho Takagi · Japonia                                          | 1.13,19 RO | Jutta Leerdam · Olanda                           | 1.13,83   | Brittany Bowe · Statele Unite ale Americii                                        | 1.14,61   |
| 1.500 metri detalii     | Ireen Wüst · Olanda                                            | 1:53,28 RO | Miho Takagi · Japonia                            | 1:53,72   | Antoinette de Jong · Olanda                                                       | 1:54,82   |
| 3.000 metri detalii     | Irene Schouten · Olanda                                        | 3:56,93 RO | Francesca Lollobrigida · Italia                  | 3:58,06   | Isabelle Weidemann · Olanda                                                       | 3:58,64   |
| 5.000 metri detalii     | Irene Schouten · Olanda                                        | 6:43,51 RO | Isabelle Weidemann · Canada                      | 6:48,18   | Martina Sáblíková · Cehia                                                         | 6:50,09   |
| Urmărire echipe detalii | Canada · Ivanie Blondin · Valérie Maltais · Isabelle Weidemann | 2:53,44 RO | Japonia · Ayano Sato · Miho Takagi · Nana Takagi | 3:04,47   | Olanda · Marijke Groenewoud · Irene Schouten · Ireen Wüst · Antoinette de Jong[a] | 2:56,86   |
| Start în masă detalii   | Irene Schouten · Olanda                                        | 60 puncte  | Ivanie Blondin · Canada                          | 40 puncte | Francesca Lollobrigida · Italia                                                   | 20 puncte |